# Fatima (film 2020)
Fátima è un film drammatico del 2020 diretto da Marco Pontecorvo. È interpretato da Joaquim de Almeida, Goran Visnjic, Harvey Keitel, Sônia Braga, Stephanie Gil e Lúcia Moniz.
Il film, tratto dagli eventi della Madonna di Fatima del 1917, presenta la canzone originale Gratia Plena ("Piena di grazia"), interpretata da Andrea Bocelli e composta dal compositore italiano Paolo Buonvino.

## Trama
Una giovane pastora di 10 anni, Lúcia dos Santos, e i suoi due giovani cugini, Francisco e Jacinta Marto, riferiscono di aver ricevuto apparizioni della Beata Vergine Maria a Fátima, in Portogallo, verso il 1917. Le loro rivelazioni ispirano i credenti, ma fanno arrabbiare i funzionari della Chiesa cattolica e del governo laico, che cercano di costringerli a ritrattare la loro storia. Mentre si sparge la voce della loro profezia, decine di migliaia di pellegrini religiosi accorrono sul luogo per assistere a quello che è diventato noto come il Miracolo del Sole.

## Produzione

### Sviluppo
Il primo lungometraggio da regista di Pontecorvo è stato il dramma Pa-ra-da. I suoi crediti cinematografici includono il lavoro su Game of Thrones e Rome della HBO.
Bob Berney e Jeanne R. Berney, co-dirigenti della Picturehouse, hanno acquisito i diritti nordamericani del film nel 2019. I Berney hanno concluso l'accordo con James T. Volk, presidente e fondatore della Origin Entertainment, che ha prodotto il film in collaborazione con Elysia Productions e Rose Pictures. Mentre alla Newmarket Films, Bob Berney ha distribuito e supervisionato la strategia di marketing per il film di Mel Gibson del 2004 La Passione Di Cristo.

### Riprese
Nel maggio 2017 la produzione ha filmato la messa per il centenario di Fátima, celebrata da Papa Francesco, e alcune parti del filmato sono utilizzate nella sequenza del credito finale. Le riprese principali sono iniziate nel settembre 2018 e il film è stato interamente girato in Portogallo.[6] Le scene sono state girate a Fátima, Sesimbra, Cidadelhe (Pinhel), Tomar, Coimbra e Tapada de Mafra.

## Distribuzione
Fatima è stato distribuito in sale selezionate e digitalmente attraverso Premium Video on demand il 28 agosto 2020 da Picturehouse. L'uscita del film era originariamente prevista per il 24 aprile, ma è stata poi rimandata al 14 agosto 2020, e di nuovo al 28 agosto, a causa della pandemia COVID-19 in corso.
Il film è stato distribuito in italia sulla piattaforma Now Tv di Sky.

## Critica
Su Rotten Tomatoes, il film ha un'approvazione del 63% sulla base di 40 recensioni. Il consenso critico del sito recitava: "Difficile non rispettare ma difficile da amare, Fatima drammatizza con competenza un'incredibile storia vera" Su Metacritic ha un punteggio del 51% basato sulle recensioni di 10 critici, indicando "recensioni contrastanti o medie".
Richard Roeper del Chicago Sun-Times ha dato al film una recensione positiva e ha scritto: "Nel fiorente genere dei film basati sulla fede, questo è uno degli sforzi migliori che abbiamo visto. " Peter Debruge di Variety ha scritto: "Pur non essendo particolarmente abile, Fatima onora coloro che tengono fede alle proprie convinzioni. Il fatto che i suoi modelli di ruolo siano i bambini rende il messaggio ancora più notevole".